# Église des Saints-Jumeaux de Colombier
L'église des Saints-Jumeaux est une église catholique française située à Colombier en région Bourgogne-Franche-Comté.

## Historique
Une église gothique dédiée à Saint-Antoine est attestée au XIIIe siècle. Au début du XIXe siècle, elle est très délabrée, aussi  la commune décide sa reconstruction. L'architecte Charles Dodelier suggère, dans la seconde moitié du XIXe siècle, de conserver le style gothique pour le nouvel édifice tout en réemployant certains éléments dont la base du clocher, ainsi que les piliers et les voûtes des deux chapelles collatérales. Les travaux conduisent à la disparition de l'enclos paroissial au profit d'une place publique. À son inauguration, l'église est dédiée aux Saints-Jumeaux (trijumeaux) : Speusippe, Eleusippe et Melasippe,.

## Description
Tourné vers l'ouest, l'édifice est de plan basilical. La nef comporte cinq travées. La façade est d'inspiration néogothique avec un narthex faisant office de porche et orné de contreforts terminés par des clochetons. Le  fronton de l'entrée principale est terminé par une croix. La façade est ornée d' éléments sculptés. La flèche est prolongée par des clochetons aux quatre angles de la tour.

## Protection
L'église est inscrite aux monuments historiques le 12 avril 2017.